# トゲモモヘビクビガメ
トゲモモヘビクビガメ（棘腿蛇首亀、学名：Acanthochelys pallidipectoris）は、ヘビクビガメ科トゲヘビクビガメ属に分類されるカメ。

## 分布
アルゼンチン北部、パラグアイ南西部

## 形態
最大甲長17.5cm。背甲の色彩は黄褐色や灰褐色、暗褐色一色。腹甲の色彩は黄色で、甲板の継ぎ目（シーム）に沿って不規則な暗色の斑紋が入る。
頭部背面の色彩は緑褐色や灰褐色。後肢と尾の間に棘状の鱗が並ぶのがトゲヘビクビガメ属の構成種共通の形態だが、そのうち特に左右1つずつ棘状鱗が発達することが和名の由来。

## 生態
グランチャコにある底質が泥で水深の浅い流れの緩やかな河川、池沼、湿地などに生息する。水棲傾向が強いが、夜間に上陸することもある。
食性は動物食で、昆虫類、魚類、カエルの幼生などを食べる。
繁殖形態は卵生。飼育下では1回に2-5個の卵を年に1-2回に分けて産んだ例がある。

## 人間との関係
生息地における個体密度は低いとされ、生息地でも見られることはまれとされる。
ペットとして飼育されることもあり、日本にも輸入されている。流通はまれだが、飼育下繁殖個体が流通した例もある。